# Guangzhou International Women's Open 2014
Guangzhou International Women's Open 2014 — жіночий тенісний турнір, що проходив на відкритих кортах з твердим покриттям. Це був 11-й за ліком Guangzhou International Women's Open. Належав до категорії International у рамках Туру WTA 2014. Відбувся в Гуанчжоу (Китай). Тривав з 15 до 20 вересня 2014 року.

## Нарахування очок
| Дисципліна       | П   | Ф   | ПФ  | ЧФ | 1/8 | 1/16 | Q   | Q2  | Q1  |
| Одиночний розряд | 280 | 180 | 110 | 60 | 30  | 1    | 18  | 12  | 1   |
| Парний розряд    | 280 | 180 | 110 | 60 | 1   | Н/Д  | Н/Д | Н/Д | Н/Д |

## Призові гроші
| Дисципліна       | П        | Ф       | ПФ      | ЧФ     | 1/8    | 1/161  | Q2     | Q1     |
| Одиночний розряд | $111,163 | $55,323 | $29,730 | $8,934 | $4,928 | $3,199 | $1,852 | $1,081 |
| Парний розряд *  | $17,724  | $9,222  | $4,951  | $2,623 | $1,383 | Н/Д    | Н/Д    | Н/Д    |

1 Кваліфаєри отримують і призові гроші 1/16 фіналу

* на пару

## Учасниці основної сітки в одиночному розряді

### Сіяні учасниці
| Країна     | Гравчиня          | Рейтинг1 | Сіяна |
| ---------- | ----------------- | -------- | ----- |
| Австралія  | Саманта Стосур    | 20       | 1     |
| Франція    | Алізе Корне       | 22       | 2     |
| США        | Слоун Стівенс     | 27       | 3     |
| Сербія     | Бояна Йовановські | 35       | 4     |
| Казахстан  | Заріна Діяс       | 40       | 5     |
| Італія     | Роберта Вінчі     | 44       | 6     |
| Словаччина | Яна Чепелова      | 53       | 7     |
| Німеччина  | Анніка Бек        | 58       | 8     |

- 1 Рейтинг подано станом на 8 вересня 2014.

### Інші учасниці
Нижче наведено учасниць, які отримали вайлдкард на участь в основній сітці:
- Сє Шувей
- Ван Яфань
- Чжу Лінь

Нижче наведено гравчинь, які пробились в основну сітку через стадію кваліфікації:
- Магда Лінетт
- Петра Мартич
- Юлія Путінцева
- Сюй Їфань
- Чжан Кайлінь
- Чжан Лін

### Відмовились від участі
До початку турніру
- Ваня Кінґ → її замінила  Патріція Майр-Ахлайтнер
- Пен Шуай → її замінила  Полін Пармантьє
- Ч Шуай (травма правої руки) → її замінила  Алісон ван Ейтванк

## Учасниці основної сітки в парному розряді

### Сіяні пари
| Країна   | Гравчиня            | Країна  | Гравчиня                | Рейтинг1 | Сіяна |
| -------- | ------------------- | ------- | ----------------------- | -------- | ----- |
| Японія   | Місакі Дой          | КНР     | Сюй Їфань               | 143      | 1     |
| Словенія | Андрея Клепач       | Іспанія | Марія Тереса Торро Флор | 143      | 2     |
| Польща   | Клаудія Янс-Ігначик | Польща  | Катажина Пітер          | 149      | 3     |
| Румунія  | Ралука Олару        | Ізраїль | Шахар Пеєр              | 158      | 4     |

- 1 Рейтинг подано станом на 8 вересня 2014.

### Відмовились від участі
Під час турніру
- Еліца Костова (вірусне захворювання)

## Переможниці та фіналістки

### Одиночний розряд
- Моніка Нікулеску —  Алізе Корне, 6–4, 6–0

### Парний розряд
- Чжуан Цзяжун /  Лян Чень —  Алізе Корне /  Магда Лінетт, 2–6, 7–6(7–3), [10–7]